# Juan Antonio Bardem
Juan Antonio Bardem (Madrid, Espanha, 2 de Junho de 1922 - Madrid, Espanha, 30 de Outubro de 2002), foi um cineasta espanhol.

## Filmografia parcial
- Paseo por una guerra antigua (curta metragem dirigida com Luis García Berlanga, 1948)
- Esa pareja feliz (1951)
- Cómicos (1954)
- Felices pascuas (1954)
- Muerte de un ciclista (1955)
- Calle Mayor (1956)
- La venganza (1957)
- Sonatas (1959)
- Los inocentes (1962)
- Nunca pasa nada (1963)
- Los pianos mecánicos (1965)
- El último día de la guerra (1968)
- Varietés (1971)
- La corrupción de Chris Miller (1973)
- La isla misteriosa (1973)
- El puente (1976) (como J.A. Bardem)
- Siete días de enero (1979)
- Die Mahnung  (1982)
- Lorca, muerte de un poeta TV (1987)(como J.A. Bardem)
- El joven Picasso (1993) TV (como J.A. Bardem)
- Resultado final (1997)